# Ex nihilo
Ex nihilo es una locución latina traducible por «de la nada» o «desde la nada». En filosofía y teología, suele emplearse la expresión creatio ex nihilo, haciendo referencia a aquello que se crea a partir de la nada. Se contrapone con la creatio ex materia, traducido como «creación a partir de la materia». Dentro del ámbito científico, el concepto fue utilizado por la teoría de la generación espontánea para explicar la aparición de larvas de insectos y de gusanos en la materia en descomposición.

## Historia del conceptocreatio ex nihilo
Un número de antiguos filósofos fomentaron el concepto de un dios como ser supremo del mundo pero sin atribuirle la causa primaria de toda existencia. En contraposición a la idea bíblica de la creación, según la filosofía y mitología griega el mundo fue creado por uno o varios dioses a partir de materia preexistente en un estado de caos.
La creatio ex nihilo es una doctrina fundamental en las religiones abrahámicas. Afirma que Dios creó el mundo libremente de la nada -de ninguna materia, espacio o tiempo preexistentes. Esta enseñanza es central en los tratados clásicos sobre la acción divina, el libre albedrío, la gracia, la teodicea, el lenguaje religioso, la oración de intercesión y las cuestiones acerca de la temporalidad divina y, como tal, el fundamento no solo del Dios bíblico, sino también del Creador trascendente de todo lo que es. En la "dogmática cristiana", la nada se entiende como "la ausencia completa del ente extradivino", negándose así el principio de Lucrecio "ex nihilo nihil fit" (de la nada, nada sale); de lo cual resulta que "ex nihilo fit -ens creatum" (de la nada se hace el ente-creado).

La expresión ex nihilo o "de la nada" ha dado lugar a veces a malentendidos. Algunos pensadores han llegado a considerar que "nada" es virtualmente algo de lo que todo ha sido hecho, una especie de sustancia [...] Sin embargo, cuando hablamos de creación de la nada, no estamos pensando en la nada como algo de lo que todo fue hecho. Nada. más bien, es la ausencia de realidad. Por tanto, es preferible la expresión "sin el uso de materiales preexistentes".

En teología, el concepto creatio ex nihilo se usa en oposición a creatio ex materia, que significa creación a partir de materia preexistente, y a creatio ex deo que es traducido como creación a partir de Dios, si bien puede considerarse que esta última expresión implica (para algunos teólogos) una creación ex nihilo. Paul Copan y William Lane Craig definen creatio ex nihilo de la siguiente manera:

Cuando describimos lo que significa la creación de la nada, afirmamos que sin la creación iniciadora de Dios, solo Dios existe. Sobre la creación, tenemos un universo porque Dios lo quiso en un ser temporal finito. Así, la creación de la nada afirma que el universo depende de Dios, no solo por tener su (continuación) existencia en el ser (dependencia ontológica) sino también por tener su origen temporal de la nada preexistente. sino simplemente por la voluntad y la palabra de Dios (ex nihilo).

Para Stephen M. Barr, William R. Stoeger y Rodney Holder la creación ex nihilo se entiende simplemente como que el universo depende ontológicamente de Dios, sin importar si el universo es eterno o tuvo un comienzo.

## Creaciónex nihiloen la Biblia

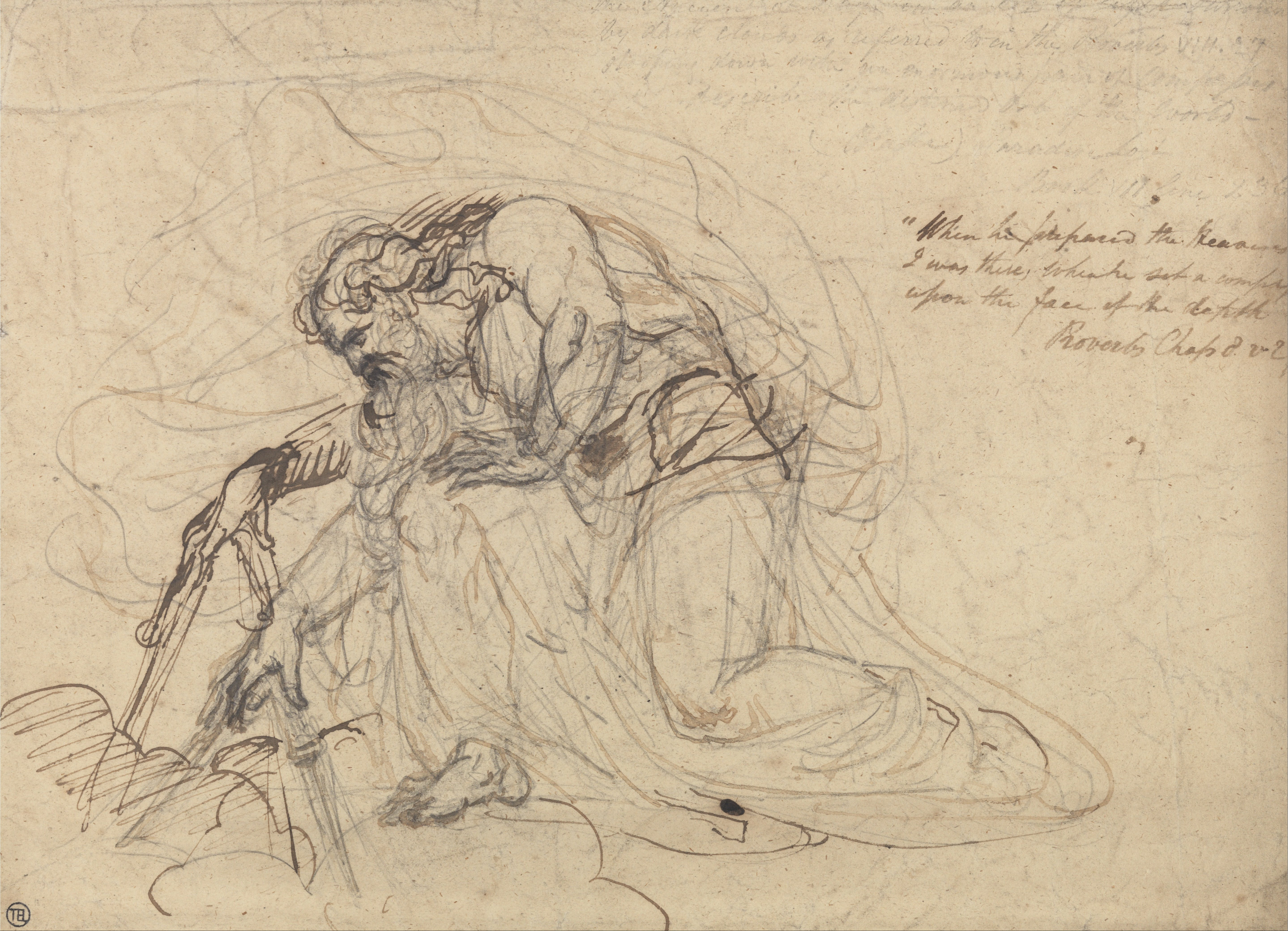
"Dios creando el universo" c. 1800.

Algunos pasajes de la Biblia que apoyan la creación por Dios ex nihilo son:
- "Te ruego, hijo, que mires al cielo y a la tierra y, al ver todo lo que hay en ellos, sepas que a partir de la nada lo hizo Dios y que también el género humano ha llegado así a la existencia." (2 Macabeos 7:28 Biblia de Jerusalén)

- "Todas las cosas fueron hechas por medio de la Palabra y sin ella no se hizo nada de todo lo que existe." (Juan 1:3)

- "...el Dios que da vida a los muertos y llama a la existencia a las cosas que no existen." (Romanos 4:17)

- "Por la fe, comprendemos que la Palabra de Dios formó el mundo, de manera que lo visible proviene de lo invisible." (Hebreos 11:3)

No obstante, algunos académicos han argumentado que la doctrina ex nihilo no es inherente en las religiones judeocristianas e islámicas o está presente en Antiguo y Nuevo Testamento.